# Římskokatolická farnost Mikulovice u Vernéřova
Římskokatolická farnost Mikulovice u Vernéřova (latinsky Niclasdorfium) je zaniklá církevní správní jednotka sdružující římské katolíky v Mikulovicích a okolí. Organizačně spadalo do krušnohorského vikariátu, který je jedním z deseti vikariátů litoměřické diecéze.

## Historie farnosti
První doložená farnost v místě existovala v letech 1360–1570. Matriky jsou v místě vedeny od roku 1712. Od roku 1786 zde byla expozitura spravovaná z fary v Klášterci nad Ohří. Farnost existovala do 31. prosince 2012 jako součást kadaňského farního obvodu. Od 1. ledna 2013 zanikla sloučením do farnosti-děkanství Kadaň.

### Duchovní správcové vedoucí farnost
Začátek působnosti jmenovaného v duchovní správě farnosti od:
- 1789   cap. expos. Jos. Jagsch, n. 28. 9. 1757 Tachau, o. 23. 12. 1779, † 29. 7. 1830
- 1798   cap. expos. Richard. Abbt OFM, n. 13. 11. 1741 Prag., o. x.x. 1764, † 11. 8. 1824
- 1825   cap. expos. Ioann. Gebhard, n. 29. 9. 1797 Duppau, o. 24. 8. 1821
- 1836   cap. expos. Jos. Schmeisser, n. 27. 1. 1805 Leipa, o. 4. 8. 1830, † 20. 11. 1847
- 1844   cap. expos. Anton. Tschochner, n. 26. 8. 1811 Sehlau, o. 3. 8. 1835, † 6. 11. 1875
- 1848   cap. expos. Jos. Fischer, n. 12. 10. 1811 Neudorf., 3. 8. 1836
- 1849   cap. expos. Joann. Hegenbarth, n. 11. 12. 1796 Güntersdorf., o. 24. 8. 1821, † 4. 2. 1870
- 1852   cap. expos. Jos. Mittenzwei, n. 9. 9. 1820 Sporic., o. 25. 7. 1845, † 4. 6. 1860
- 1861   cap. expos. Franc. Heger, n. 19. 12. 1821 Pahlet, o. 25. 7. 1846, † 9. 9. 1917
- 1881   cap. expos. Jos. Löbel, n. 4. 5. 1846 Rissut., o. 19. 7. 1873, † 7. 3. 1924
- 1884   cap. expos. Guil. Pabst, n. 6. 4. 1850 Minichhof, o. 18. 7. 1875, † 1. 12. 1923
- 1888   cap. exposit. vacat
- 1889   cap. expos. Hermannus Jaksch, n. 9. 6. 1853 Schaab., o. 17. 3. 1880, † 7. 6. 1935
- 1894   cap. expos. Franc. Tobisch, n. 9. 11. 1865 Redenic., o. 16. 5. 1889, † 15. 4. 1934
- 1896   cap. expos. Guilielm. Reinwarth, n. 7. 6. 1870 Maria- Sorg., o. 2. 7. 1893, † 31. 1. 1947
- 1899   cap. expos. Rud. Fichtner, n. 27. 7. 1869 Kaaden, o. 17. 7. 1892, † 4. 6. 1931
- 1903   cap. expos. Carol. Wohlrab, n. 23. 1. 1871 Niklasdorf., o. 5. 7. 1896, † 1. 6. 1944
- 1905   cap. expos. Carol. Soukup, n. 27. 11. 1876 Prag.,  o. 15. 7. 1900, † 10. 2. 1967
- 1914   cap. expos.  Eug. Kinzer, n. 26. 12. 1869 Goy, o. 9. 4. 1899, † 17. 11. 1928
- 1916   cap. expos.  Franc. Pietschmann, n. 4. 2. 1882 Wölmsdorf., o. 15. 7. 1906, † 22. 3. 1935
- 1923   cap. expos. vacat
- 1924   cap. expos. František Kunz, n. 30. 4. 1896 Gabel a.d. A., o. 1. 9. 1918, † 28. 1. 1993
- 1925   cap. expos. Jos. Bayer, n. 14. 11. 1881 Humwald, o. 14. 7. 1907
- 1926   cap. expos. František Kunz, n. 30. 4. 1896 Gabel a.d. A.., o. 1. 9. 1918, † 28. 1. 1993
- 1932   cap. expos. Car. Mühldorf, n. 19. 6. 1898 Ferbka, o. 25. 6. 1922, † 13. 11. 1970[3]
  - kolem r. 1940 Alois Langhans, n. 8. 5. 1902 Lindenau, o. 11. 7. 1926 Litoměřice, † 12. 12. 1985 Untermaiselstein.[4] Nejdříve působil jako kaplan v Kadani.[5] Poté byl farním vikářem v Mikulovicích u Vernéřova. Za II. světové války byl zatčen a dvakrát vyšetřován gestapem v Karlových Varech. Od 13. prosince 1940 do 6. dubna 1945 byl v koncentračním táboře v Dachau.[6] Po svém propuštění z Dachau působil v Německu, kde i zemřel.
- 1941   cap. expos. Protas. Hobler OFM, n. 17. 5. 1913 Altstadt, o. 29. 6. 1936
- 1. 12. 1941   exposit. Guilelm. Heisch, n. 7. 5. 1901 Fessenbach, o. 6. 7. 1939
- 1. 8.  1945    Ferd. Stehle
- 1. 9.  1947   Josef Bárta OFM
- 1. 12. 1948   Vladimír Jindřich Řechka OFM
- 6. 4.  1951    Frederic Prchala
- 1. 11. 1959   Josef Vadovič
- 1. 4.  1963    Miroslav Kubík
- 1. 10. 1970   Jan Kozár
- 1. 7.  1986    Miroslav Maňásek SDB
- 1. 7.  1990    Jiří Kabát CSsR
- 1. 2.  1991    Jozef Piroh
- 1. 5.  1993    Petr Kubíček
- 1. 1.  1994    Tomáš Pirný
- 1. 3.  1996    Richard Madej
- 15. 11. 1997 – 31. 12. 2012 Josef Čermák, admin. exc.[3]

Kromě kněží stojících v čele farnosti, působili ve farnosti v průběhu její historie i jiní kněží. Většinou pracovali jako farní vikáři, kaplani, katecheté, výpomocní duchovní aj.

## Území farnosti
Do farnosti náleželo území obcí:
- Mikulovice (Niklasdorf)[p 2]
- Pavlov (Ahrendorf)[p 2]
- Vernéřov (Wernsdorf)[p 2]

## Římskokatolické sakrální stavby a místa kultu na území farnosti
| | Fotografie | Stavba                             | Místo      | Bohoslužby                      | Zeměpisné souřadnice             | Status                                                                           | Číslo kulturní památky                      |
| Kostel | Kostel     | Kostel                             | Kostel     | Kostel                          | Kostel                           | Kostel                                                                           | Kostel                                      |
| --- | ---------- | ---------------------------------- | ---------- | ------------------------------- | -------------------------------- | -------------------------------------------------------------------------------- | ------------------------------------------- |
| 1. |            | Kostel sv. Mikuláše                | Mikulovice | bližší informace o bohoslužbách | 50°23′35″ s. š., 13°13′32″ v. d. | do 31. prosince 2012 farní kostel, poté filiální kostel farnosti děkanství Kadaň | 25489/5-649 (Pk•MIS•Sez•Obr•WD) (Q19602297) |
| Zaniklé sakrální stavby |            |                                    |            |                                 |                                  |                                                                                  |                                             |
| 2. |            | Kaple Nejsvětějšího Srdce Ježíšova | Mikulovice | nelze sloužit                   |                                  | zbořená kaple                                                                    | —                                           |
| 3. |            | Kaple svatého Kříže                | Vernéřov   | nelze sloužit                   | 50°24′21″ s. š., 13°13′24″ v. d. | zbořená zámecká kaple                                                            | —                                           |
| Některé drobné sakrální stavby a pamětihodnosti lze dohledat zde v databázi Drobné sakrální památky Zaniklé sakrální stavby lze dohledat zde v databázi Poškozené a zničené kostely, kaple a synagogy v České republice |            |                                    |            |                                 |                                  |                                                                                  |                                             |

Ve farnosti se mohou nacházet i další drobné sakrální stavby, místa římskokatolického kultu a pamětihodnosti, které neobsahuje tato tabulka.